# St. Clemens (Menningen)

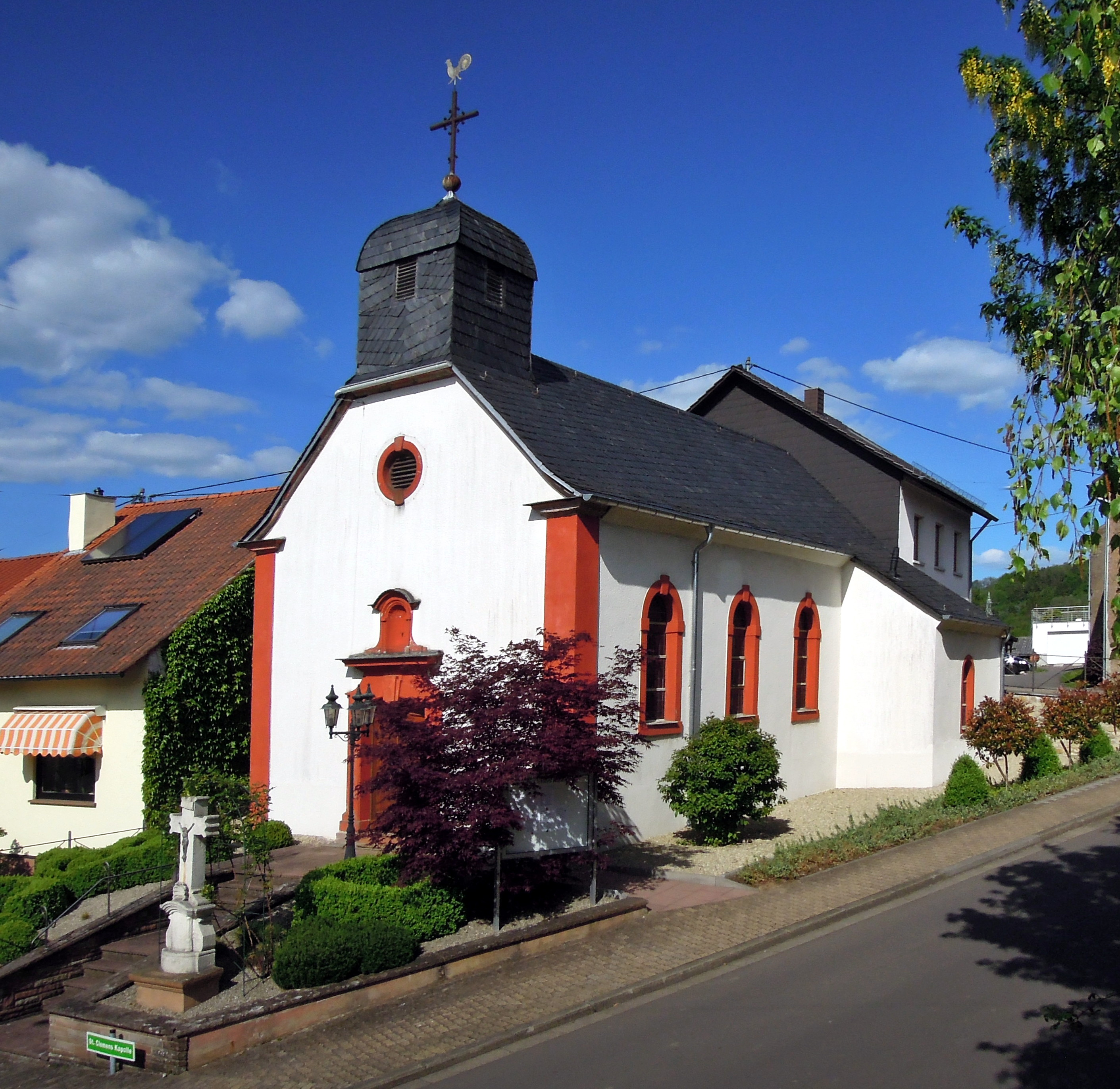
St. Clemens

Die Kapelle St. Clemens ist eine Filialkirche der Bietzener Pfarrei St. Martin. Die Geschichte der Kapelle reicht zurück in das 17. Jahrhundert. Das Patronat nach dem heiligen Clemens ist Indiz dafür, dass in Menningen (bis 1492 Mennik) Steinbrucharbeiter gewohnt haben.

## Geschichte
In der ersten urkundlichen Erwähnung aus dem Jahr 1623 wird St. Clemens als Filialkirche aufgeführt. Die in der heutigen Form erbaute Kapelle stammt aus dem 18. Jahrhundert. Ab 1739 war die Kapelle Wallfahrtsziel. Vor den Zerstörungen im Zweiten Weltkrieg hatte die Kapelle einen Kuppelturm und ein tonnenförmiges Gewölbe. Renovierungen der Kapelle erfolgten in den Jahren 1951, 1998 und 2010.

## Ausstattung
Das Gebäude ist als Saalbau entworfen. Der um 1770 gebaute barocke Altar zeigt die Figur des heiligen Clemens sowie zwei Bischöfe. Teile des Gestühls und die Kommunionsbank sind wie der Altar barocken Ursprungs. Das vor der Kapelle platzierte, in Sandstein geschlagene Wegkreuz stammt aus dem Jahr 1748 und diente als Pestkreuz. Die Gläubigen mieden wegen der Ansteckungsgefahr den Innenraum der Kirche und versammelten sich vor dem Kreuz.

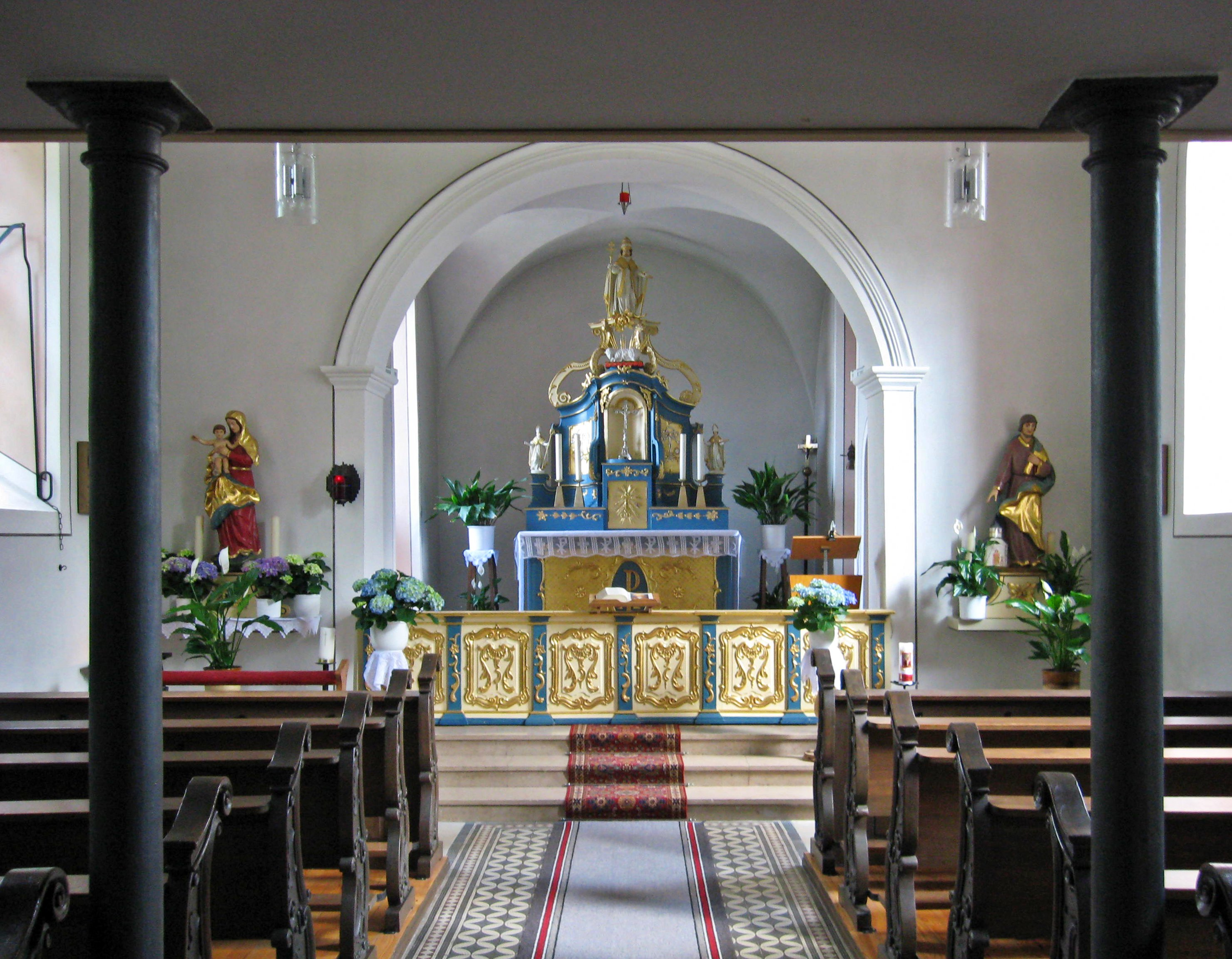
Blick auf den Altar
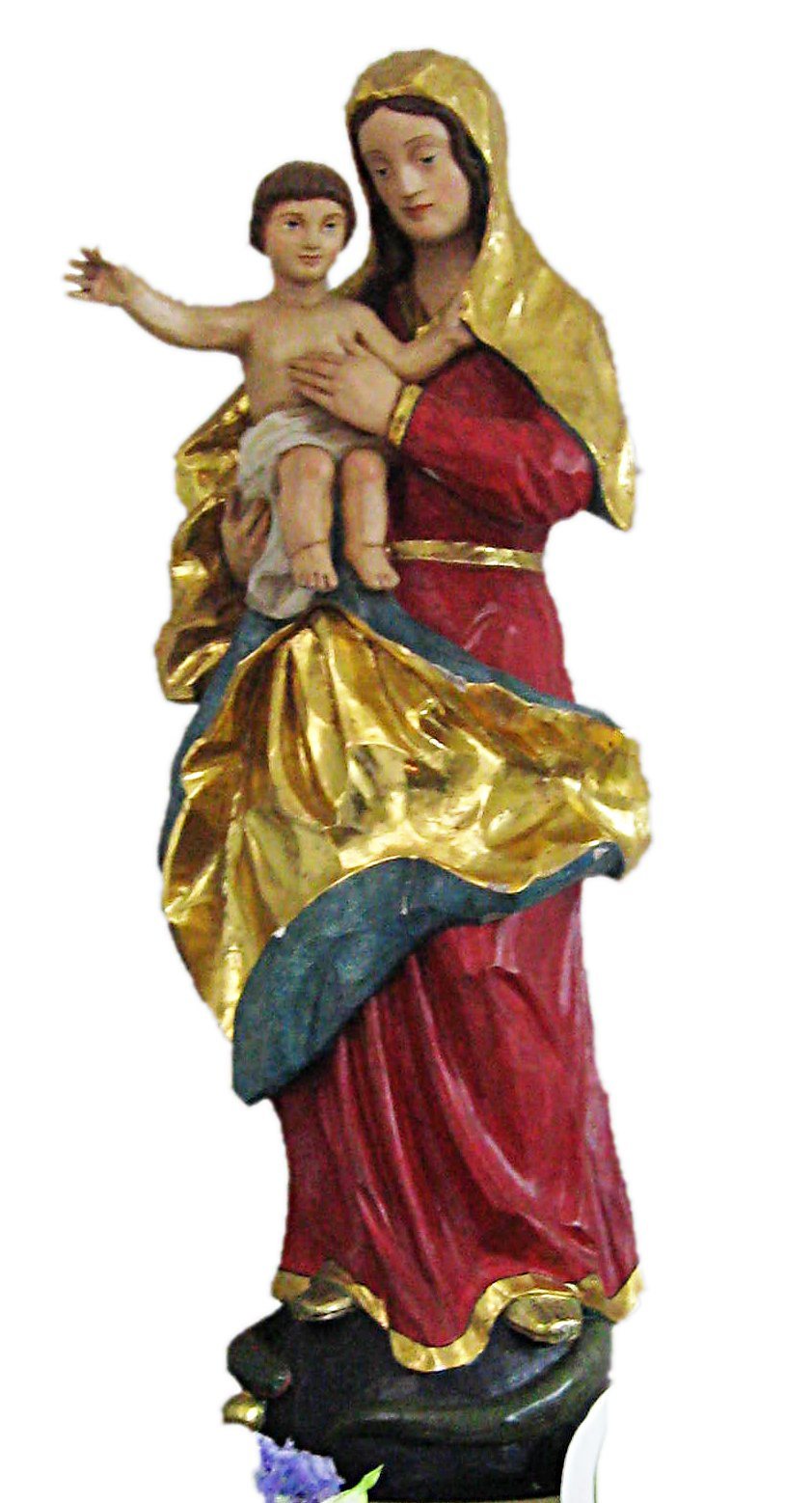
Maria
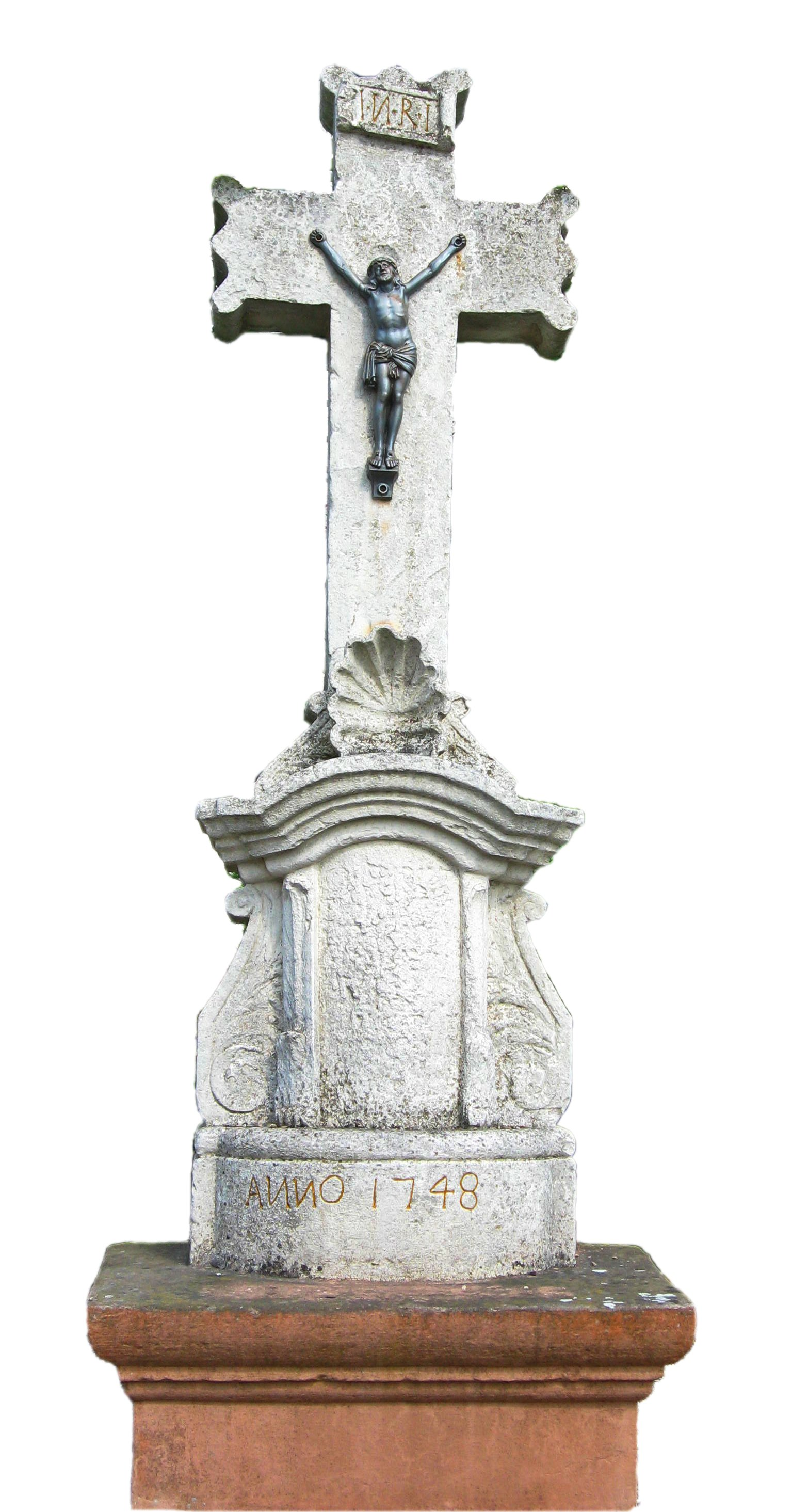
Wegkreuz vor der Kapelle